# Александрийский маяк
Александри́йский маяк (известен также как Фаро́сский маяк, др.-греч. ὁ Φάρος τῆς Ἀλεξανδρείας, ho pʰá.ros teːs a.lek.sandréːaːs) — маяк на острове Фарос около египетского города Александрии, одно из семи чудес света.
Был построен во время правления Птолемея II Филадельфа (280—247 году до н. э.). Высота маяка составляла порядка 120—150 метров. На протяжении многих веков он был одним из самых высоких искусственных сооружений в мире, а также входил в число трёх из Семи чудес древности, сохранявшихся дольше всего (наряду с сохранившейся до настоящего времени пирамидой Хеопса и Галикарнасским мавзолеем, просуществовавшим в разрушенном виде до 1494 года). Александрийский маяк был единственным из Семи чудес, имевшим практическое предназначение. Прежде всего, он давал возможность кораблям без проблем заплывать в порт Александрии, имевший важное стратегическое значение; кроме того, он служил дополнительным ориентиром морякам на фоне однообразного египетского побережья и, наконец, служил наблюдательным пунктом для наблюдения за водными просторами (военная угроза Александрии исходила в основном с моря, поскольку с суши город защищала пустыня).
Маяк был сильно повреждён в результате землетрясений в период 796—1323 годов нашей эры, остатки его конструкции частично сохранялись до 1480 года, после чего были использованы для строительства цитадели Кайт-Бей на этом месте.
В 1994 году французские археологи обнаружили фрагменты маяка на дне Александрийской восточной гавани. В 2016 году Министерство по делам древностей Египта объявило о намерении превратить подводные руины древней Александрии, включая Фарос, в подводный музей.

## История постройки

План Александрийской гавани с островом Фарос и местом маяка (Phare)

В 332 году до н. э. Александр Македонский основал город Александрия. Место для города полководец выбирал чрезвычайно тщательно, поскольку планировал построить в этом регионе порт, который являлся бы важным торговым центром на пересечении как водных, так и наземных путей трёх частей света — Африки, Европы и Азии. Местонахождение этого порта должно было быть удобным как для кораблей, прибывающих из Средиземного моря, так и для кораблей, осуществлявших навигацию по Нилу. Поэтому в конечном счёте Александр Македонский выбрал место не непосредственно в дельте Нила, а на 20 миль южнее, на перешейке напротив острова Фарос. Для создания двух гаваней Александрия и Фарос были соединены молом длиной более 1200 метров, который назывался Гептастадион (буквально «семь стадий»: стадий — греческая единица длины, приблизительно 180 м). Гавань к востоку от мола стала Большой Гаванью, в настоящее время представляет собой открытую бухту; к западу от мола находился порт Евностос, который теперь значительно расширен, формируя современную гавань. В настоящее время от острова Фарос сохранился лишь небольшой участок, а место, где находился маяк, расположено в его восточной точке.
Очевидно, что для удобства мореплавания в новом порту нужен был маяк, но строительство его началось уже после смерти Александра Македонского. Основатель династии Птолемеев, Птолемей I Сотер в 305 году до н. э. провозгласил себя царём Египта и провёл ряд успешных военных кампаний: завоевал Сирию, в 295—294 годах до н. э. вернул себе Кипр. Это позволило Птолемею начать строительство маяка, требовавшее огромных ресурсов. Точная дата начала строительства неизвестна, различные источники называют даты в промежутке 299—285 гг. до н. э. Строительство было завершено уже во время правления его сына, Птолемея II Филадельфа. Сооружение маяка заняло двенадцать лет и обошлось казне примерно в 800 талантов (около 23 тонн) серебра. Это составляло примерно десятую часть размера казны Египта при вступлении Птолемея I на трон. (Для сравнения, сооружение Парфенона на афинском Акрополе оценивается в 469 талантов серебра).
Вопрос о материале, из которого был построен маяк, остается спорным до настоящего времени. По некоторым сведениям, маяк был построен из твёрдых блоков известняка, которые добывались в карьерах Вади-Хаммамат в пустыне к востоку от города. Ряд исследователей возражает против этой версии, полагая, что в этом случае маяк мог разрушиться из-за собственной тяжести. В качестве альтернативной высказывается версия, что материалом для маяка мог послужить розовый гранит, найденный поблизости. Есть также точка зрения, что маяк был построен из мраморных глыб, соединённых раствором с примесью свинца.
Римский историк Плиний Старший упоминает в своих трудах, что архитектором маяка был Сострат Книдский; эта точка зрения оспаривается некоторыми исследователями. Согласно одной из легенд, царь Птолемей повелел, чтобы на здании маяка было начертано лишь его имя, говорящее о том, что именно он создал это чудо света, но Сострат решил его перехитрить и вначале выбил на камне своё имя, а поверх него наложил толстый слой штукатурки, на котором было начертано уже имя Птолемея. Эту легенду упоминает древнегреческий историк Лукиан Самосатский (II век н.э).

## Описания античных и средневековых авторов

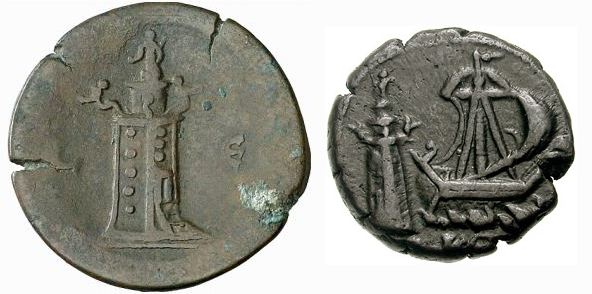
Изображение маяка на монетах, отчеканенных в Александрии во II веке н. э. (1. Реверс монеты Антонина Пия и 2. Реверс монеты Коммода).

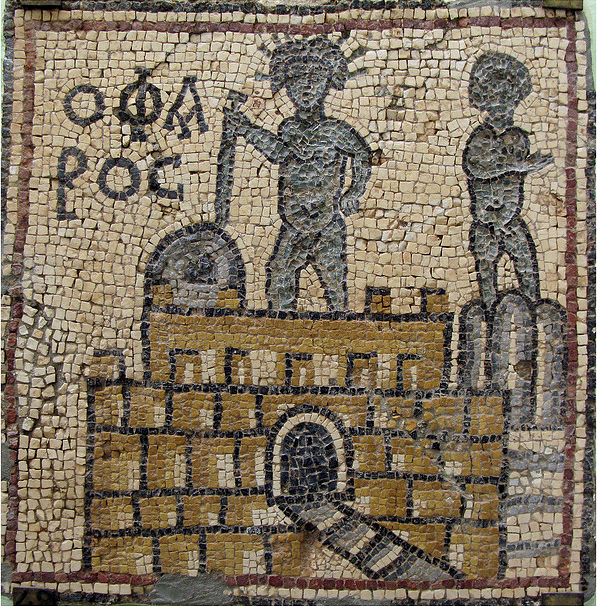
Мозаика, изображающая Александрийский маяк (с надписью «Ο ΦΑΡΟϹ») из Ольвии, Ливия, ок. IV в. н. э.

Юлий Цезарь в «Записках о гражданской войне» описывает Фарос и его стратегическое значение. Получение контроля над маяком помогло ему покорить армии Птолемея XIII (48 г. до н. э.):

Но против воли тех, кто занимает Фарос, ни один корабль не может войти в гавань вследствие узости прохода. Именно этого и боялся Цезарь; поэтому в то время как враги были заняты сражением, он высадил туда солдат, захватил Фарос и поставил там гарнизон. Таким образом, и провиант, и подкрепления могли безопасно подходить к нему морским путем.— Гай Юлий Цезарь, Гражданская война, Книга III
Иудейский историк Иосиф Флавий (37 — ок. 100 н. э.) описывает маяк в своей книге «Иудейская война» (4.10.5), когда даёт географический обзор Египта. Чжао Жугуа (1170—1228), китайский географ и государственный деятель времён династии Сун, описывает маяк в своём трактате «Чжу фань чжи» («Записки о чужеземных народах»).
Имеются многочисленные описания маяка у арабских авторов. Они указывают, что маяк был построен из больших блоков светлого камня, башня состояла из трех сужающихся ярусов: нижнего — квадратного сечения с центральным ядром, среднего — восьмиугольного сечения и верхнего яруса круглого сечения. Разные источники дают различные оценки высоты маяка — от 103 до 118 м, размеры квадратного основания — 30 на 30 м. Наиболее полное описание маяка дано путешественником Абу Ходжа Юсефом ибн Мохаммедом эль-Балави эль-Андалуси, который посетил Александрию в 1166 году н. э. Балави в своём труде описывает, что основание маяка имеет длину 45 бар (30 м) с каждой стороны, внутренняя часть прямоугольного основания маяка покрыта каменной кладкой шириной 7 шибров (189 см), по которой могут одновременно проехать два всадника. Четырёхэтажное основание маяка имело восемнадцать, четырнадцать и семнадцать комнат соответственно на втором, третьем и четвёртом этажах. Вторая часть маяка, над основанием, имела ширину 24 бар (16,4 м) при диаметре цилиндрического участка 12,73 бар (8,7 м). Верхняя часть маяка была диаметром 6,4 бар (4,3 м).
Другой арабский географ, Мухаммад аль-Идриси, оставил восхищённый отзыв о своём посещении маяка в 1154 году. Аль-Идриси рассказывает о конструкции маяка, отверстиях в стенах по всему прямоугольному фасаду, использовании свинца в качестве наполнителя между каменными блоками у основания. По оценке Аль-Идриси, высота маяка составляла 300 дхира (эквивалент 162 м).
На вершине маяка было расположено зеркало, которое отражало солнечный свет в течение дня; ночью на этом месте зажигали костёр. На древних римских монетах, выпущенных Александрийским монетным двором, видно, что на каждом из четырёх углов здания была установлена статуя Тритона, а на самой вершине маяка — статуя Посейдона или Зевса.
Арабский историк, географ и путешественник Аль-Масуди писал в X веке, что на стороне маяка, обращённой к морю, была надпись, посвященная Зевсу.
Свидетельства о маяке после землетрясения на Крите 1303 года имеются у Ибн-Баттута, марокканского ученого и исследователя, побывавшего в Александрии в 1326 и 1349 годах. В 1326 году Ибн-Баттута обнаружил «одну из его сторон в руинах», но смог войти и отметил место, где мог сидеть хранитель маяка и многие другие комнаты. Посетив маяк вновь в 1349 году, путешественник «обнаружил, что маяк впал в такое ужасное состояние, что невозможно было войти в него». Ибн-Баттута подробно описал планы султана Ан-Насира Мухаммеда построить новый маяк возле разрушенного, но эти планы так и не были выполнены после смерти султана в 1341 году.

## Разрушение и гибель маяка
Маяк был повреждён в результате землетрясений в 796, 951 и 956 годах, а также в 1303 и 1323 годах. Маяк находился в рифте Красного моря на стыке двух тектонических плит — Африканской и Аравийской, расположенных, соответственно, в 350 и 520 км от Фароса. Сохранившиеся источники указывают, что землетрясение 956 года вызвало обвал верха маяка и падение находившейся там статуи. Документально подтверждено, что после этого землетрясения на вершине маяка был установлен купол в исламском стиле. Наибольший ущерб маяку нанесло землетрясение 1303 года, интенсивность которого оценивают в 8 баллов, эпицентр которого находился в районе острова Крит (280—350 км от Александрии). Последние фрагменты маяка исчезли в 1480 году, когда тогдашний султан Египта Кайт-бей построил крепость на месте маяка, используя часть развалин последнего.
Арабский писатель X века аль-Масуди в своих сочинениях приводит легендарную историю о разрушении маяка, согласно которой во времена халифа Абдуль-Малика ибн Марвана (ок. 705—715) византийцы заслали в окружение халифа своего агента-евнуха, который, приняв ислам, втёрся в доверие к Абдуль-Малику и получил разрешение на поиск сокровищ, спрятанных в основании маяка. Агент, чтобы получить доступ к сокровищам, взорвал маяк, а сам успел скрыться на поджидавшем его корабле.

## Археологические исследования

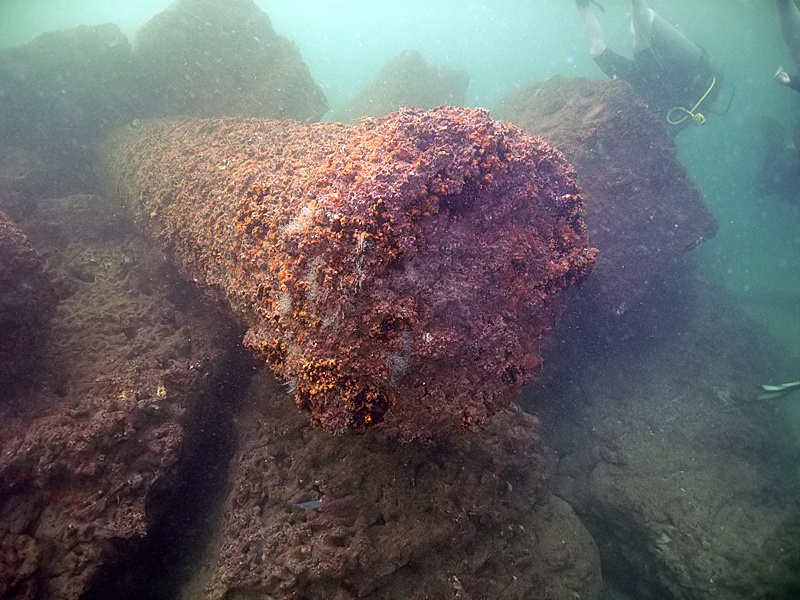
Руины маяка в Средиземном море

В 1968 году экспедиция подводных археологов во главе с Хонор Фрост, проходившая под эгидой ЮНЕСКО, подтвердила обнаружение руин, бывших частью маяка, но из-за нехватки квалифицированных морских археологов и превращения района поисков в военную зону исследование было приостановлено.
Подводные исследования на месте маяка были продолжены лишь в 1990-х годах экспедицией французских археологов во главе с Жан-Ивом Эмперером. Его команда вновь обнаружила руины маяка в конце 1994 года на дне Восточной гавани. Египетский кинорежиссёр Асма эль-Бакри, входившая в команду Эмперера, провела первые подводные снимки остатков рухнувших колонн и статуй, используя 35-миллиметровую камеру. Важнейшие находки команды Эмперера включали гранитные блоки весом от 49 до 60 тонн, нередко разбитые на части, 30 статуй сфинксов, 5 обелисков и колонн с резьбой периода Рамсеса II (1279—1213 гг. до н. э.). Каталогизация более 3300 артефактов была завершена Эмперером и его командой в конце 1995 года с использованием техник фотографии и картографии. Тридцать шесть фрагментов гранитных блоков и другие артефакты были восстановлены и в настоящее время выставлены в музеях Александрии. Последующее обследование этого района моря с помощью спутников позволило
обнаружить ещё ряд фрагментов маяка. В начале 1990-х франко-итальянский подводный археолог Франк Годдио начал свои исследования на стороне гавани, противоположной месту поисков Эмперера. Спутниковые снимки и результаты эхолокации позволили выявить новые фрагменты причалов, домов и храмов, которые были смыты в море в результате землетрясений и других стихийных бедствий.
Секретариат Конвенции ЮНЕСКО об охране подводного культурного наследия в настоящее время работает с правительством Египта над инициативой добавления Александрийской гавани (включая остатки маяка) в список Всемирного наследия подводных культурных объектов.
Главным результатом современных археологических исследований стало воссоздание структуры конструкции, но, отнюдь, не его высота. Однако, экстраполируя размер статуй и колонн, можно утверждать что высота конструкции и вправду была грандиозной даже по современным меркам. Исходя из 6 размеров статуй и 8 размеров колонн, явно определена высота 14 этажей, что дает общую высоту конструкции от от основания до верхней точки статуи в пределах 100-170 метров (погрешность из-за неизвестности высоты фундамента и статуи). Общая высота от уровня моря могла достигать 180-200 метров. Однако большинство историков сходятся во мнении, что структура была более пологой, откуда и возникло разночтение в высоте колонн. Помимо этого, упомянутые выше финансовые вложения, слабо оправдываются эпохой Птолемеев. Но и это дает конструкцию более 100 метров, что и в современном мире нереализуемо без привлечения достаточного количества технических средств.

## Значение

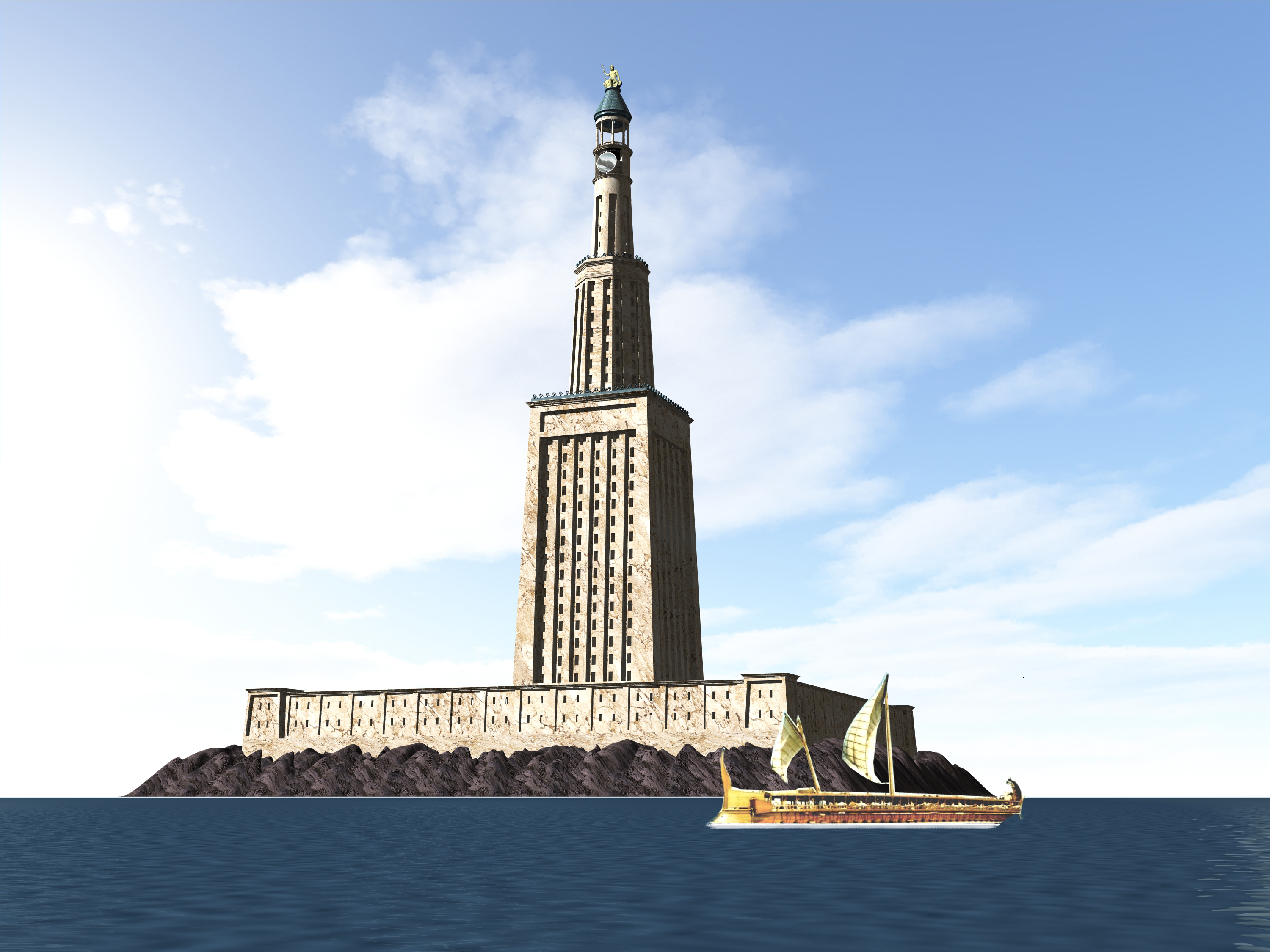
3D-модель Александрийского маяка, 2013

Благодаря Александрийскому маяку слово «фарос» в греческом языке приобрело значение «маяк» (греч. φάρος), вошло во многие романские языки, такие как французский (phare), итальянский и испанский (faro), каталанский, румынский (far) и португальский (farol), и некоторые славянские языки, как, например, болгарский (фар). В турецком, сербском и русском языках появилось аналогичное слово, обозначающее «автомобильный фонарь» (far, фар, фара).

## Инициативы по восстановлению маяка
С 1978 года был сделан ряд предложений о сооружении на месте маяка современной конструкции, воспроизводящей древний артефакт. В 2015 году правительство Египта и мухафаза Александрия предложили построить на месте маяка небоскрёб в рамках реконструкции восточной гавани Александрийского порта. С критикой этого плана выступил александрийский социолог Амро Али.

## В культуре
Изображение маяка является символом города Александрии и мухафазы Александрия. Стилизованное изображение маяка помещено на флаге и гербе мухафазы и многих её учреждений, включая печать Александрийского университета.

### В архитектуре

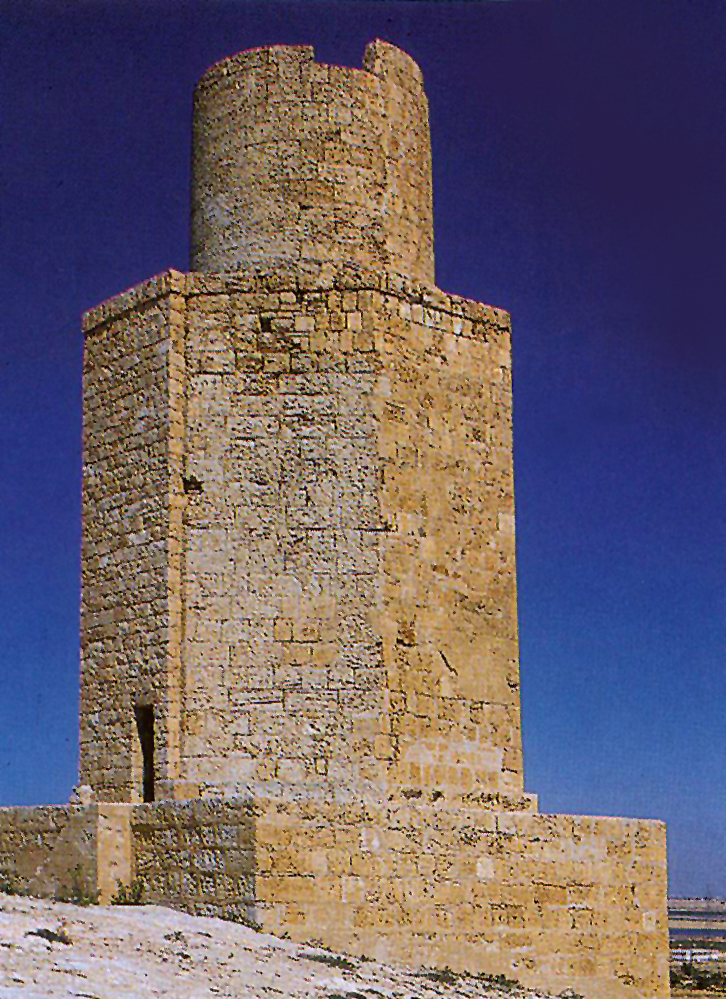
Гробница в Абусире

- Хорошо сохранившаяся древняя гробница в городе Абусир[англ.], в 48 километрах к юго-западу от Александрии, считается уменьшенной моделью Александрийского маяка. Известна под разными названиями — Фарос Абуссирский, погребальный памятник Абусир и Бург-аль-Араб. Состоит из 3-этажной башни высотой приблизительно 20 метров с квадратным основанием, восьмиугольной средней частью и цилиндрическим верхом. Время постройки датируется правлением Птолемея II (285—246 гг. до н. э.), то есть примерно в то же время, что и Александрийский маяк.
- Архитектура минаретов во многих ранних египетских мечетях также имеет сходство с Александрийским маяком, что свидетельствует о значительном влиянии здания на архитектуру[27].
- Масонский национальный мемориал Джорджа Вашингтона, расположенный в Александрии, штат Вирджиния, создан по образцу Александрийского маяка[28].
- В честь маяка назван Маяк Фарос в городе Флитвуд (Ланкашир, Великобритания).

### В литературе
- Американский фантаст Роберт Силверберг в своей повести «Плавание в Византий» (1985) описывает, как культура далёкого будущего воссоздаёт древние города, включая Александрию, во всех деталях; несколько эпизодов происходят на перестроенном маяке.

### В компьютерных играх
- Маяк был одним из чудес света в компьютерной игре 1991 года Civilization. Присутствует во всех дальнейших версиях игры.
- Маяк может быть построен в стратегических играх Pharaoh (2000)[29][30][31] и Бессмертные города: дети Нила (2004)[32][33].
- Маяк является чудом в стратегической игре 2013 года Total War: Rome II, где он дает небольшую поддержку армии, оккупирующей Александрию[34][35].
- Маяк был показан в видеоигре Assassin’s Creed Origins, выпущенной 27 октября 2017 года. Действие игры разворачивается в Древнем Египте периода династии Птолемеев (48 г. до н. э.). Разработка компании Ubisoft Montreal была реализована с помощью французского археолога и египтолога Жана-Клода Гольвена[36].
- Маяк может быть построен в игре SimCity 3000 как ориентир[37].
- В Final Fantasy XII на него ссылаются как на Фарос, второе и последнее подземелье в игре.
- Маяк может быть построен в игре Age of Mythology: The Titans.

Флаг мухафазы Александрия
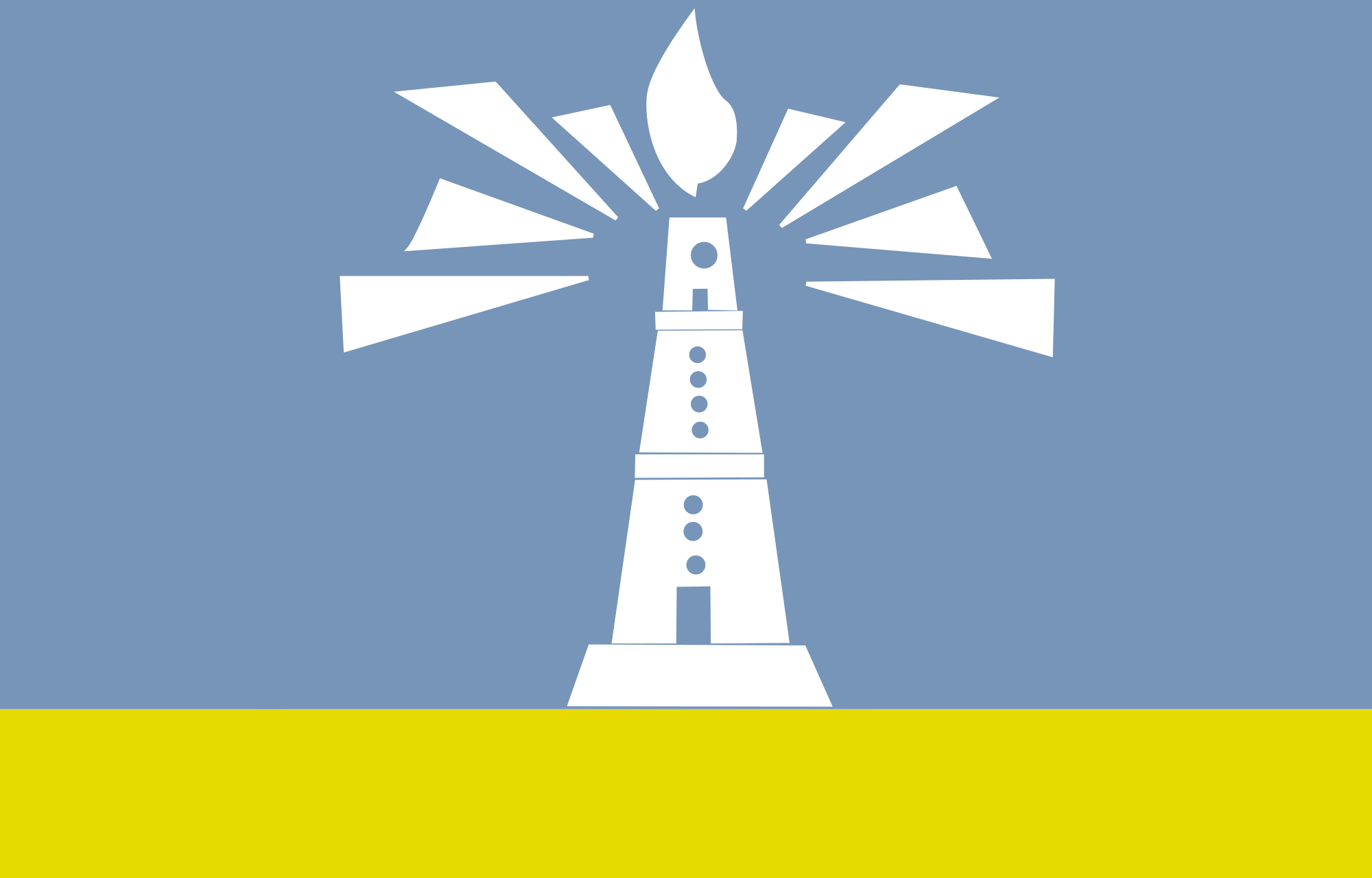
Флаг города Александрия

### На русском языке
- Шишова И. А., Нейхардт А. А. Семь чудес древнего мира. — М.: Наука, 1966. — 135 с.
- Голицына И. А. Чудеса света. — М.: Дрофа плюс, 2008. — 156 с. — ISBN 978-5-9555-1250-1.

### На других языках
- Al-Bakri; Dozy, Rheinhart P.A.; Goeje, Michael J. de. Description de l'Afrique et de l'Espagne, (Description of Africa and Spain) (фр.). — Leyde, E.J. Brill, 1866.
- Clarie, Thomas C. Pharos – A Lighthouse For Alexandria. — Back Channel, 2009. — ISBN 978-1-934-58212-1.
- Clayton, Peter; Price, Martin. The Seven Wonders of the Ancient World. — Dorset, 1988. — ISBN 0-880-29393-4.
- Eickhoff, Ekkehard. Seekrieg und Seepolitik zwischen Islam und Abendland: das Mittelmeer unter byzantinischer und arabischer Hegemonie (650-1040) (нем.). — De Gruyter, 1966.
- Haas, Christopher. Alexandria in Late Antiquity: Topography and Social Conflict (англ.). — Johns Hopkins, 1997. — ISBN 0-8018-8541-8.
- Levi-Provençal, Évariste. Une Description Arabe Inédite du Phare d'Alexandrie,(An Unpublished Description of the Lighthouse of Alexandria), extract from Mémoires de l'Institut Francais (англ.). — unpublished, 1935.
- Trethewey, Ken. Ancient Lighthouses. — UK, 2018. — ISBN 978-0-9926573-6-9.
- Harris, William V., and Giovanni Ruffini. 2004. Ancient Alexandria Between Egypt and Greece. Leiden: Brill.
- Jordan, Paul. 2002. The Seven Wonders of the Ancient World. Harlow: Longman.
- Polyzōidēs, Apostolos. 2014. Alexandria: City of Gifts and Sorrows: From Hellenistic Civilization to Multiethnic Metropolis. Chicago: Sussex Academic Press, 2014.
- Thompson, Alice. 2002. Pharos. London: Virago.
- Tkaczow, Barbara, and Iwona Zych. 1993. The Topography of Ancient Alexandria: An Archaeological Map. Warszawa: Zaklad Archeologii Śródziemnomorskiej, Polskiej Akadmii Nauk.